# Posle smerti
Posle smerti (ryska: После смерти) är en rysk dramafilm från 1915 av Jevgenij Bauer. Filmen är baserad på Ivan Turgenjevs novell Efter döden från 1883.

## Handling
Den unge vetenskapsmannen Andrej Bagrov är helt nedsjunken i vetenskapen och lever ett avskilt liv, långt från ljuset. Han har bara två vänner, sin moster Kapitolina Markovna och universitetskamraten Tsenin. Den senare försöker upprepade gånger dra Andrej ur ensamheten och föra honom ut i ljuset. Och en dag lyckas han. På kvällen hos prinsessan Tarskaja träffar Andrej skådespelerskan Zoja Kadmina, som blir kär i honom vid första ögonkastet. Zoja vill visa sina känslor för sin älskade och bjuder in Andrej på en träff, men han avvisar henne utan att ens lyssna. Efter en tid får Andrej veta att Zoja blivit förgiftad och inser att han älskar henne. Hans älskade visar sig ständigt för honom i hallucinationer. Han vill förenas med henne och han dör med ett leende av lycka på läpparna.

## Rollista
- Vitold Polonskij – Andrej Bagrov
- Vera Karalli – Zoja Kadmina
- Olga Rachmanova – Kapitolina Markovna
- Marija Chalatova – Zojas moder
- Tamara Gedevanova – Zojas syster
- Georgij Azagarov – Tsenin, Andrejs kamrat
- Marfa Kassatskaja – prinsessan Tarskaja [5]